# Achim Vandreike
Joachim Vandreike (* 2. März 1948 in Büdingen) ist ein deutscher Politiker (SPD) und Manager.

## Politischer Werdegang
Nach seiner Verwaltungsausbildung und Berufstätigkeit bei der Stadt Frankfurt am Main und als Studierender an der Akademie der Arbeit in der Universität Frankfurt am Main begann Vandreike seine politische Laufbahn zunächst als Mitglied des Personalrats im Schulamt, danach wurde er zum Vorsitzenden des (Gesamt-)Personalrats der Stadtverwaltung Frankfurt am Main gewählt. Er war von 1991 bis 2006 Mitglied im Magistrat der Stadt Frankfurt am Main, zuletzt als Bürgermeister (Stellvertreter des Oberbürgermeisters bzw. der Oberbürgermeisterin) und Sport- und Wohnungsdezernent. Für die SPD trat er bei der Oberbürgermeisterwahl 2001 gegen die Amtsinhaberin Petra Roth an. Er wurde im Wahlkampf vom damaligen Bundeskanzler Gerhard Schröder unterstützt. Bei der Direktwahl erreichte er 34,6 %. In der folgenden Stichwahl verfehlte er knapp das höchste Amt der Stadt mit 47 %.
Als Sportdezernent fiel der Umbau des Waldstadions in seine Zuständigkeit. Im Sommer 2004 wurde der von ihm vorbereitete Betreibervertrag für das Waldstadion mit den Stimmen von CDU und SPD durchgesetzt. Am 18. Mai 2006 beschloss die Stadtverordnetenversammlung im ersten und am 22. Juni 2006 im zweiten Wahlgang (mit den Stimmen der CDU, der Grünen und der FDP) die (nach der Hessischen Gemeindeordnung) mögliche vorzeitige Abberufung der der SPD angehörenden Magistratsmitglieder (Stadträte).

## Aufsichtsratsmandate
Achim Vandreike ist Aufsichtsratsmitglied der Eintracht Frankfurt Fußball AG. Das Mandat im Aufsichtsrat des FSV Frankfurt 1899 e.V. legte er 2008 nieder, weil es gegen Richtlinien der DFL verstieß. Er war darüber hinaus als Vertreter der Stadt Frankfurt Aufsichtsratsmitglied der Fraport AG. Seit 2008 ist er Mitglied des Aufsichtsrats der Wolfgang Steubing AG.

## Sozialmanager
Nach seinem Ausscheiden aus der aktiven Politik bis 2014 war Achim Vandreike Geschäftsführer der BHF-Bank Stiftung.  Darüber hinaus war er von 2002 bis 2023 Vorsitzender des DRK Bezirksverband Frankfurt am Main e.V., wo er durch Walter Seubert ersetzt wurde.